# Stråtenbo
Stråtenbo is een plaats in de gemeente Falun in het landschap Dalarna en de provincie Dalarnas län in Zweden. De plaats heeft 110 inwoners (2005) en een oppervlakte van 50 hectare.

## Verkeer en vervoer
Bij de plaats loopt de Länsväg 293.